# Waterview (Nouvelle-Zélande)
Waterview est une banlieue de la cité d’Auckland, située dans l’Île du Nord de la Nouvelle-Zélande.

## Situation
Elle est localisée le long du côté ouest de la cité d’Auckland.
Ses limites sont avec Oakley Creek (en) à l’est, Heron Park au sud, le mouillage de Waitemata Harbour et en particulier réserve marine de Motu Manawa ou Pollen Island (en)) à l’ouest, et l’autoroute nord-ouest d’Auckland (en) et la crique Oakley (en) vers le nord ,.

## Économie
Waterview est avant tout une zone résidentielle avec des habitants qui vont travailler à Auckland.
Il y a peu de commerces : une laiterie, une laverie automatique, un boulanger, et un café communautaire.
Les installations communautaires sont disponibles au niveau de Point Chevalier ou de la banlieue d’Avondale, à 20 à 30 minutes de marche au-delà,.

## Histoire
Le secteur de Waterview est essentiellement situé le long de la côte et des criques et il a une incidence relativement élevée pour l’archéologie, du fait des restes des installations antérieures, tant Maori que des premiers colons européens, avec un site relativement bien conservé d’un ancien moulin/tannerie et d’une carrière nommée Star Mill/Garret Bros Tannery, qui est inscrite en catégorie I des « places historiques de Nouvelle-Zélande » et qui autrefois utilisait la vapeur d’eau pour déplacer une roue hydraulique,.
La population de Waterview a grossi progressivement au fur et à mesure des recensements :
- recensement 1996 : 2 898 habitants
- recensement 2001 : 3 066 habitants
- recensement 2006 : 3 378 habitants
- recensement 2013 : 3 330 habitants[4]

## Transport
Une des principales tâches, qui fut nécessaire pour développer Waterview, fut la construction de la connexion de la SH20 à partir de la banlieue de Hillsborough à travers la autoroute nord-ouest d’Auckland (en).
La route passant à travers Waterview est l’objet d’un contentieux important (et jusqu’à un certain degré) un processus de demande en urgence auprès du Board of Inquiry consentit à une route dans le milieu de l’année 2011, qui proposait un nouveau tunnel d’autoroute et un échangeur à l’extrémité nord de la banlieue, causant le retrait d’un certain nombre de maisons du secteur.
L’installation des transports publics à partir de Waterview, permettant l’accès à un grand nombre de destinations dans Auckland City, et partageant un chemin piéton et cyclable, est proposé pour relier Waterview avec Mt Albert et plusieurs autres banlieues, situées le long de la route State Highway 16 (en).

## Éducation
- L’école primaire de Waterview a un effectif d’environ 150 élèves et un taux de décile de 2[7].

Il n’y a pas d’école secondaire dans la banlieue, les écoles secondaires les plus proches étant *collège d’Avondale d’Auckland (en),
- collège de Western Springs (en) et école Mount Albert Grammar School (en).